# Very Young Girls

Very Young Girls est un documentaire et un exposé américain sur la traite des êtres humains de 2007. Diffusée sur Showtime et réalisée par David Schisgall et Nina Alvarez, l'émission suit des filles afro-américaines de 13 et 14 ans alors qu'elles sont séduites, maltraitées et vendues dans les rues de New York par des proxénètes, tout en étant traitées comme des criminelles adultes par police. 

## Description
Le film suit les filles à peine adolescentes en temps réel, utilisant les procédés du cinéma vérité et des entretiens intimes avec elles alors qu'elles sont d'abord attirées dans la rue, et les événements désastreux qui s'ensuivent. Le film utilise également des images surprenantes tournées par les proxénètes eux-mêmes, donnant un aperçu rare de la façon dont le cycle de la vie dans la rue commence pour de nombreuses femmes,,.
Le film documente le travail des Girls Educational and Mentoring Services (GEMS), un centre de rétablissement fondé et géré par Rachel Lloyd, une survivante de l'exploitation sexuelle. Elle et son personnel aident les filles envoyées par le tribunal ou trouvées dans la rue qui travaillent dans la prostitution. Le documentaire montre que, étant donné la chance de reconstituer leur vie, beaucoup vacillent au bord de deux mondes différents luttant constamment contre la force qui les ramène dans la rue. Les producteurs du documentaire espèrent « changer la façon dont les forces de l'ordre, les médias et la société dans son ensemble voient l'exploitation sexuelle, la prostitution de rue et la traite des êtres humains qui se déroulent dans notre propre arrière-cour ».

## Sortie
Le film a fait partie de la sélection officielle du Festival international du film de Toronto, du Festival du film d'Édimbourg de 2008, du Festival du film indépendant de Boston de 2008, du Festival du film vrai/faux de 2008, du Festival international du film de Miami de 2008, du Festival international du film de Jérusalem de 2008, et du Festival du film Indie Spirit 2008. Le réseau câblé Showtime a diffusé et distribué le documentaire.